# Martin Müller (Medizinhistoriker)
Martin Christian Anton Müller (* 26. Februar 1878 in Hohenwettersbach, Baden (heute zu Karlsruhe); † 12. Januar 1960 in München) war ein deutscher Arzt, Medizinhistoriker sowie Hochschullehrer.

## Leben

### Familie und Ausbildung
Der katholisch getaufte Martin Müller, Sohn des Buchhalters Johann Müller sowie dessen Ehefrau Karoline geborene Schelle, Abiturient am Benediktinergymnasium St. Stephan in Augsburg, widmete sich im Anschluss seit 1897 dem Studium der Theologie und Philosophie am Collegium Germanicum in Rom. 1899 wechselte er nach München an die Ludwig-Maximilians-Universität, dort nahm er das Studium der Klassischen Philologie, Germanistik sowie Geschichtswissenschaften auf, 1906 absolvierte er die Befähigungsprüfung für das Lehramt an höheren Schulen. 1910 wandte er sich an der Universität München dem Studium der Medizin zu, 1919 wurde er zum Dr. med. promoviert und erhielt die Approbation als Arzt, 1923 erwarb er den akademischen Grad eines Dr. phil.
Martin Müller heiratete im Jahre 1922 Emma Margarete Kerschbaumer, die Tochter des Generaldirektors einer Mosaikplattenfabrik in Sinzig am Mittelrhein. Er war der Onkel des Sinologen Wolfgang Bauer, der ebenso wie dessen Bruder nach dem frühen Tod ihrer Eltern bei Müller und seiner Frau in Dießen am Ammersee auswuchs. Müller verstarb im Januar 1960 im Alter von 81 Jahren in München.

### Beruflicher Werdegang
Martin Müller bekleidete nach dem Lehramtsstudium Stellen als Erzieher bei der Familie des Fürsten Waldburg-Zeil, daran anschließend als Präfekt am katholischen Erziehungsinstitut in Burghausen, schließlich als Lehrer am Immanuel-Kant-Gymnasium in Pirmasens, bevor er 1910 dem Ruf als Assistent Johannes Rankes an das Anthropologische Institut der Universität München folgte. Nachdem Müller während des Ersten Weltkrieges zunächst in der freiwilligen Krankenpflege, später als Feldunterarzt und Feldhilfsarzt eingesetzt war, eröffnete er nach dem Medizinstudium eine Landarztpraxis in Johanniskirchen bei Wasserburg am Inn.
Martin Müller verlegte 1925 seine Praxis nach München. Dort widmete er sich neben der ärztlichen Berufsausübung angeregt durch Karl Sudhoff der medizinhistorischen Forschung. 1927 wurde Müller ein Forschungsstipendium der Notgemeinschaft der deutschen Wissenschaft zuteil, 1929 habilitierte er sich an der Medizinischen Fakultät der Universität München im Fach Geschichte der Medizin, 1939 erfolgte seine Beförderung zum außerordentlichen Professor. Der zunächst im Seminar für Geschichte der Medizin Wirkende, das dank der Unterstützung durch den Ordinarius für Innere Medizin, Friedrich von Müller, und das Herausgeberkollegium der Münchener Medizinischen Wochenschrift in ein Universitätsinstitut umgewandelt wurde, schied zum Jahresende 1949 aus dem Hochschuldienst aus.
Der 1945 zum Mitglied der Deutschen Akademie der Naturforscher Leopoldina gewählte Müller zählt zu den Begründern der neueren deutschen Medizingeschichtsforschung. Sein besonderes wissenschaftliches Interesse galt den Beziehungen zwischen der Philosophie und der empirischen Naturwissenschaft, wovon vor allem seine Arbeiten über den Physiologen Johannes Müller zeugen.

## Publikationen
- Über die philosophischen Anschauungen des Naturforschers Johannes Peter Müller|Johannes Müller: II: Die Theorie von den spezifischen Sinnesenergien. In: Archiv für Geschichte der Medizin. Band 18, (Johann Ambrosius Barth, Leipzig) 1926, S. 130–150, 109–134 und 328–350.
- Die Stellung des Daniel von Morley in der Wissenschaft des Mittelalters. In: Philosophisches Jahrbuch der Görres-Gesellschaft. Band 41, Dyroff & Hartmann, Fulda 1928, S. 301–337.
- Goethes Stellung zur theoretischen und praktischen Medizin. In: Fortschritte der Medizin. Band 50, (Urban & Vogel, München) 1932, S. 218–222 und 257–60.
- Kosmas und Damian. In: Denkschrift zur Hundertjahrfeier der Münchener Ärztlichen Vereinigung: München und die Medizin. In: Bayerland. (München) 1933.
- Die „Quaestiones naturales“ des Adelardus von Bath (= Beiträge zur Geschichte der Philosophie und Theologie des Mittelalters. Band 31, Nr. 2). Aschendorff, Münster i. W. 1934.
- Der Weg der Heilkunst: Vom Entwicklungsgang der Medizin in alter und neuer Zeit. Volksverband der Bücherfreunde, Wegweiser-Verlag, Berlin 1937.
- Zur Synthese der Medizin. In: Ärztliche Mitteilungen. Band 38, (Deutscher Ärzte-Verlag, Köln/Berlin) 1953, S. 136–138.
- Registerband zu Sudhoffs Paracelsus-Gesamtausgabe. Hrsg. von Robert Blaser. Josef und Karl Eberle, Einsiedeln 1960.